# Дудинский, Игорь Ильич
Игорь Ильич Дудинский (31 марта 1947, Москва — 11 июня 2022, Москва) — советский и российский журналист, писатель, арт-критик, художник, редактор, диссидент, издатель.

## Биография
Родился в Москве в семье экономиста-международника Ильи Дудинского. Внук томского губернатора и активного участника Белого движения Владимира Дудинского. Окончил семилетнюю школу (1961). Мать — Анаида Саркисовна Ягубянц.
В 1961 году познакомился с Леонидом Талочкиным, увлёкся авангардным искусством, которое не признавалось официальными советскими властями. Был активным участником московской богемной жизни, посещал салон Юрия Мамлеева в Южинском переулке. Среднюю школу бросил, работал в наборном цехе издательства «Правда». Позже поступил в экстернат при ШРМ № 67, где получил аттестат зрелости.
В 1965 году поступил на экономический факультет МГУ. Начал участвовать в диссидентском движении, а 5 декабря 1965 года вышел на демонстрацию в защиту Андрея Синявского и Юлия Даниэля, после чего его исключили из университета.
Затем скрывался от армии, год бродяжничал совместно с коллекционером Леонидом Талочкиным по Архангельской и Вологодской областям, жил по северным монастырям, позднее — работал в Институте международного рабочего движения. В 1968 году снова поступил в МГУ, на факультет журналистики.
В 1972 году за «поступки, не совместимые со званием советского журналиста» был лишён диплома и сослан в Магадан, где работал на местном телевидении. Вернувшись в Москву, работал обозревателем в газете «Говорит и показывает Москва», а после начала перестройки — специальным корреспондентом ряда центральных изданий («Огонёк», «Советская культура» и др.).
С 1985 по 1991 год работал ответственным секретарем журнала «Знания — народу» Общества «Знание» РСФСР.
С 1995 по 2005 год работал в издательском доме «Мегаполис-экспресс».
Был московским корреспондентом литературно-художественного альманаха «Мулета» и газеты «Вечерний звон», которые издавал эмигрировавший в Париж художник и искусствовед Владимир Котляров (Толстый). Был заместителем главного редактора газеты Эдмунда Иодковского «Литературные новости». Учредил и издавал газету «Последний полюс» и журнал «Континент Россия».
В 2007 году стал первым заместителем главного редактора газеты «Московский корреспондент».
С 2014 года в качестве консультанта по искусству сотрудничал с экс-чиновницей Минобороны России Евгенией Васильевой, впоследствии осуждённой по делу Оборонсервиса.
В 2021 году вышла пятая по счёту книга Дудинского «Четыре сестры» (текст для спектакля).
В июне 2022 года был госпитализирован в реанимацию одной из московских клиник с диагнозом «инфекционно-токсический шок».
Умер 11 июня 2022 года. Прах захоронен в колумбарии на Даниловском кладбище.

## Семья
Был женат тринадцать раз. Дочь — режиссёр Валерия Гай Германика (род. 1984). От одного из браков есть сын Илья (род. 2006). В 2015 году родилась дочь София.